# Catarina da Bulgária
Catarina da Bulgária (em búlgaro: Ekaterina) foi uma imperatriz-consorte bizantina, esposa de Isaque I Comneno. Ela era filha de João Vladislau da Bulgária e sua esposa Maria.

## Imperatriz
Isaque se tornou imperador bizantino em 1057 e ela serviu como sua consorte por dois anos até que ele caiu enfermo. Acreditando tratar-se de uma doença fatal, o imperador resolveu a sua sucessão rapidamente perante a corte bizantina e, surpreendentemente, acabou abdicando em novembro de 1059. A Cronografia, de Miguel Pselo, descreve os eventos e o papel da imperatriz da seguinte forma:
| “ | A imperatriz - uma mulher excepcional, descendente de uma família muito nobre e destaca em suas obras piedosas - e sua filha com Isaque, uma bela garota, não apenas quando teve seu cabelo cortado ainda jovem, mas também depois de sua tonsura, suas roupas simples sublinhando o calor de sua compleição e o vermelho-dourado de seus cabelos; essas duas mulheres e o irmão do imperador, e seu sobrinho formaram um círculo à volta da cama, passando-lhe suas últimas mensagens e derramando lágrimas de adeus. Eles urgiram que ele fosse imediatamente para o Grande Palácio para tomar quaisquer decisões que fossem necessárias. Eles estavam ansiosos, também, com medo da família decair para um período maligno após a sua morte: eles poderiam perder o privilegiado status que detinham como parentes do imperador. Assim, Isaque se preparou para ir. Durante estas preparações, se aprochegou dele, apressadamente, o patriarca de Constantinopla Constantino III, oferecendo conselhos espirituais e todo tipo de consolo | ” |
|   | — Miguel Pselo, Cronografia, livro 7, capítulo 79. |   |

| “ | Como eu disse, o imperador concordou com a família de que seria desejável que ele fosse até lá e, aqui, ele mostrou que não perdeu nada de sua pristina coragem. Ele deixou o quarto sem se apoiar em ninguém. Era típico do espírito independente dele. Como um poderoso cipreste violentamente chacoalhado por rajadas de vento, ele certamente cambaleava conforme andava, mas, o fato é que andava, embora suas mãos tremessem; ele o fez sem ajuda. Nesta condição, ele montou em seu cavalo, mas como ele conseguiu cavalgar, não sei, pois eu fui correndo por outro caminho para chegar lá antes que ele. Eu consegui, mas quando ele chegou, vi que estava extremamente agitado e num estado de completo colapso. Toda família se sentou à volta dele lamentando. Eles teriam voluntariamente morrido com ele se fossem capazes. Primeira no coro de lamentos era a imperatriz; respondendo aos lamentos de mãe dela e chorando de forma ainda mais lúgubre, estava a filha | ” |
|   | — Miguel Pselo, Cronografia, livro 7, capítulo 80. |   |

| “ | Enquanto eles estavam ali, o imperador, lembrando-se que estava para passar desta para uma vida superior, expressou seu desejo de entrar para a Igreja. Foi seu próprio desejo. Não o influenciamos de forma nenhuma, mas a imperatriz, que não sabia disso, acusou-nos de decidir por ele. Então, vendo-me ali também juntamente com os outros, ela exclamou: 'Queira os céus que nós nos beneficiemos de seus conselhos tanto quanto deseja, filósofo! Mas que jeito maravilhoso de mostrar sua gratidão: planejando converter seu imperador num monge!' | ” |
|   | — Miguel Pselo, Cronografia, livro 7, capítulo 81. |   |

| “ | Eu dei minha palavra de honra antes que ela dissesse outra palavra de que eu jamais havia pensado nisso. Mais que isso, eu perguntei ao doente quem o havia aconselhado a seguir este caminho. 'Não você', ele respondeu, 'mas esta senhora' (as palavras que ele usou), 'esta senhora, digna de seus instintos de mulher, primeiro tenta evitar que sigamos conselhos mais sábios e então acusa todos os demais de uma sugestão que eu mesmo fiz' - 'De fato, o fiz', disse ela, 'e levo nos meus ombros todos os pecados que você cometeu e, se você melhorar de novo, ao menos eu terei o que procuro e desejo; se não, então eu, pessoalmente, irei defendê-lo perante o seu Juiz e Deus. Irei responder pelos pecados que cometeu. Deus queira que você seja considerado inocente, mas, de qualquer forma, serei devorada feliz - sim, mesmo por vermes, por ti. A mais profunda escuridão pode me cobrir, o fogo do inferno pode queimar cada pedacinho de mim - irei recebê-lo de bom grado. E você? Não tens pena nenhuma de nós em nossa desolação? Que tipo de sentimento tens, retirando-se do palácio e deixando-me para trás, condenada a uma viuvez cheia de tristezas, e a sua filha, uma órfã desgraçada? E isso nem será o fim de nosso sofrimento. Mais coisas horríveis se sucederão. Mãos, que talvez nem sejam amigáveis, irão nos levar para o exílio em lugares distantes. Elas podem querer um destino ainda pior. Pode ser que algum desalmado derrame o sangue de seus entes queridos. Sem dúvida você viverá depois de entrar para a Igreja ou, talvez, você morrerá nobremente, mas o que será de nós? Uma vida pior que morte!' | ” |
|   | — Miguel Pselo, Cronografia, livro 7, capítulo 82. |   |

| “ | Mesmo assim ela não conseguiu convencê-lo com estes argumentos e, quando ela já havia desistido, disse: 'Ao menos, então, aponte como imperador aquele que te serve com maior lealdade e devoção. Enquanto viverdes, ele irá tratá-lo com a devida honra e será justo como um filho comigo'. Ao ouvir estas palavras, o imperador teve renovadas as forças. O duque Constantino foi imediatamente chamado e se juntou a nós. | ” |
|   | — Miguel Pselo, Cronografia, livro 7, capítulo 83. |   |

| “ | Ele apareceu, envergonhado, e mostrando os sinais de sua típica modéstia, com as mãos nos bolsos da roupa (um hábito seu). O imperador, falando com grande deliberação, disse-lhe: 'De todos os que estão à minha volta aqui', disse ele apontando para sua família, 'um é meu irmão, outro meu sobrinho e, mais querida de todos, aqui está minha esposa, a imperatriz, e aqui está minha filha, minha única herdeira na realidade, mas minha escolha recai sobre ti mais do que sobre eles. Suas qualidades tem um apelo maior pra mim que nosso parentesco. É para ti que eu deixo o Império e, mais do que isso, minha adorada família. E eles não são contra este ato: na realidade, eles me aconselharam fortemente a tomar esta decisão. Esta não é uma ideia nova, concebida no calor do momento e nem é minha infeliz enfermidade que me obrigou a tomá-la. Mesmo quando eu fui eleito imperador, já sabia que você era o melhor, mais adequado para o cargo e, desde então, eu cheguei à conclusão, depois de uma análise detalhada de suas reivindicações em comparação com as de outros candidatos, que você é, sem nenhuma dúvida, o homem mais capaz de suceder-me como imperador. Quanto a mim, veja que estou acabado: minha vida está chegando ao fim. De agora em diante, você assumirá o poder e o novo governo estará em segurança, pois, no passado, Deus entendeu que eras digno. Agora o império é tua herança. Minha esposa e minha filha querida eu coloca em tuas mãos como uma obrigação sagrada. Quanto ao meu irmão e sobrinho, eu imploro-te, veementemente, que tome conta deles e os ame.' | ” |
|   | — Miguel Pselo, Cronografia, livro 7, capítulo 83. |   |

## Família
Catarina era irmã de Presiano II da Bulgária e de Alusiano da Bulgária, além de tia paterna de Maria da Bulgária. Ela se casou com Isaque I Comneno e eles tiveram pelo menos dois filhos:
- Manuel Comneno, que morreu antes de 1059.
- Maria Comnena, uma freira.

Isaque abdicou ao trono em 22 de novembro de 1059 e se retirou para o Mosteiro de Estúdio, passando o resto de sua vida como um monge. Catarina e sua filha se tornaram freiras, sendo que a imperatriz adotou o nome monástico de Xena ("estrangeira").